# Necessità del perdono
La necessità del perdono è un insegnamento di Gesù riportato dai vangeli sinottici. 

## Racconto evangelico
Nel Vangelo secondo Matteo, l’insegnamento è pronunciato nell’ambito del discorso sulla Chiesa. Pietro domanda a Gesù quante volte dovrà perdonare il fratello che pecca contro di lui e chiede se dovrà perdonarlo fino a sette volte. Gesù risponde che dovrà perdonarlo non sette volte, ma settanta volte sette.
Nel vangelo secondo Luca, Gesù invita a perdonare sempre il fratello che pecca contro di noi e che si pente: anche se dovesse peccare sette volte al giorno, se ogni volta si pente bisogna perdonarlo ogni volta.
Nel vangelo secondo Marco, l'impostazione è un po’ diversa: Gesù invita a perdonare gli altri quando ci si mette a pregare, perché Dio perdoni anche a noi i nostri peccati.